# Charles Kelley
Charles Burgess Kelley (Augusta, Georgia, Estados Unidos, 11 de septiembre de 1981) es un cantante estadounidense de música country y miembro fundador de Lady Antebellum.

## Infancia y carrera profesional
Kelley es hijo del cardiólogo John W. Kelley y de Gayle Kelley. Charles comenzó su carrera musical a la edad de 11 años. Su hermano mayor, Josh Kelley, es también un músico y cantante. Como adolescentes, Josh, Charles y su hermano mayor, John formaron una banda llamada Inside Blue, que lanzó un CD que llamó la atención de una discográfica. En la escuela secundaria, Kelley conoció a Dave Haywood y, a la edad de 14, escribieron su primera canción juntos.

## Vida personal
Kelley está casado con la publicista Cassie McConnell. La pareja comenzó a salir en 2008 y se comprometió el 25 de diciembre de 2009, después de dos años de noviazgo. La pareja se casó en una ceremonia civil en Nashville el 17 de enero de 2010; luego tuvo una boda de destino en el siguiente verano de 2010 en las Bahamas.

## Premios y nominaciones
| Año  | Premio                    | Categoría                                                           | Resultado |
| ---- | ------------------------- | ------------------------------------------------------------------- | --------- |
| 2008 | SESAC                     | Compositor del Año                                                  | Ganador   |
| 2010 | SESAC                     | Compositor del Año                                                  | Ganador   |
| 2010 | Country Music Association | Canción del Año — "Need You Now"                                    | Nominado  |
| 2011 | Grammy Awards             | Álbum del Año - "Need You Now"                                      | Nominado  |
| 2011 | Grammy Awards             | Mejor Álbum Country - "Need You Now"                                | Ganador   |
| 2011 | Grammy Awards             | Grabación del Año - "Need You Now"                                  | Ganador   |
| 2011 | Grammy Awards             | Canción de Año - "Need You Now"                                     | Ganador   |
| 2011 | Grammy Awards             | Mejor Performance Country por un Dúo o Grupo vocal - "Need You Now" | Ganador   |
| 2011 | Grammy Awards             | Mejor canción Country - "Need You Now"                              | Ganador   |